# Comic Rush
Gekkan Comic Rush (月刊コミックラッシュ Gekkan Komikku Rasshu?) es una revista japonesa que trata sobre el manga, en el género Shōnen. Es publicada por la compañía Jive Ltd.. Su primera publicación salió el 26 de enero del 2004, se publica mensualmente el día 26.

## Obras publicadas
- Busin 0: Wizardry Alternative NEO
- Casshern Sins
- Chaos Head
- CLANNAD
- Coyote Ragtime Show
- Crows Yard
- Galaxy Angel
- Hakoiri Devil Princess
- Happy Seven
- Holy Hearts!
- Howling
- I.B.S.S. Ice Blue Silver Sky
- Kanimiso
- Kaprekar
- Kuwagata Tsumami
- Maker Hikōshiki Hatsune Mix
- Mitsurugi: The Legend of School Revolution
- Nerima Daikon Brothers
- Nui!
- Ojīchan wa Shōnen Tantei
- Sakura no Neko Hime
- Silent Blade
- Sotsugyō
- Tonagura!
- Vocaloid

- Datos: Q594415